# Syntactus minor
Syntactus minor är en stekelart som först beskrevs av Holmgren 1857.  Syntactus minor ingår i släktet Syntactus och familjen brokparasitsteklar. Arten är reproducerande i Sverige. Inga underarter finns listade i Catalogue of Life.

## Bildgalleri

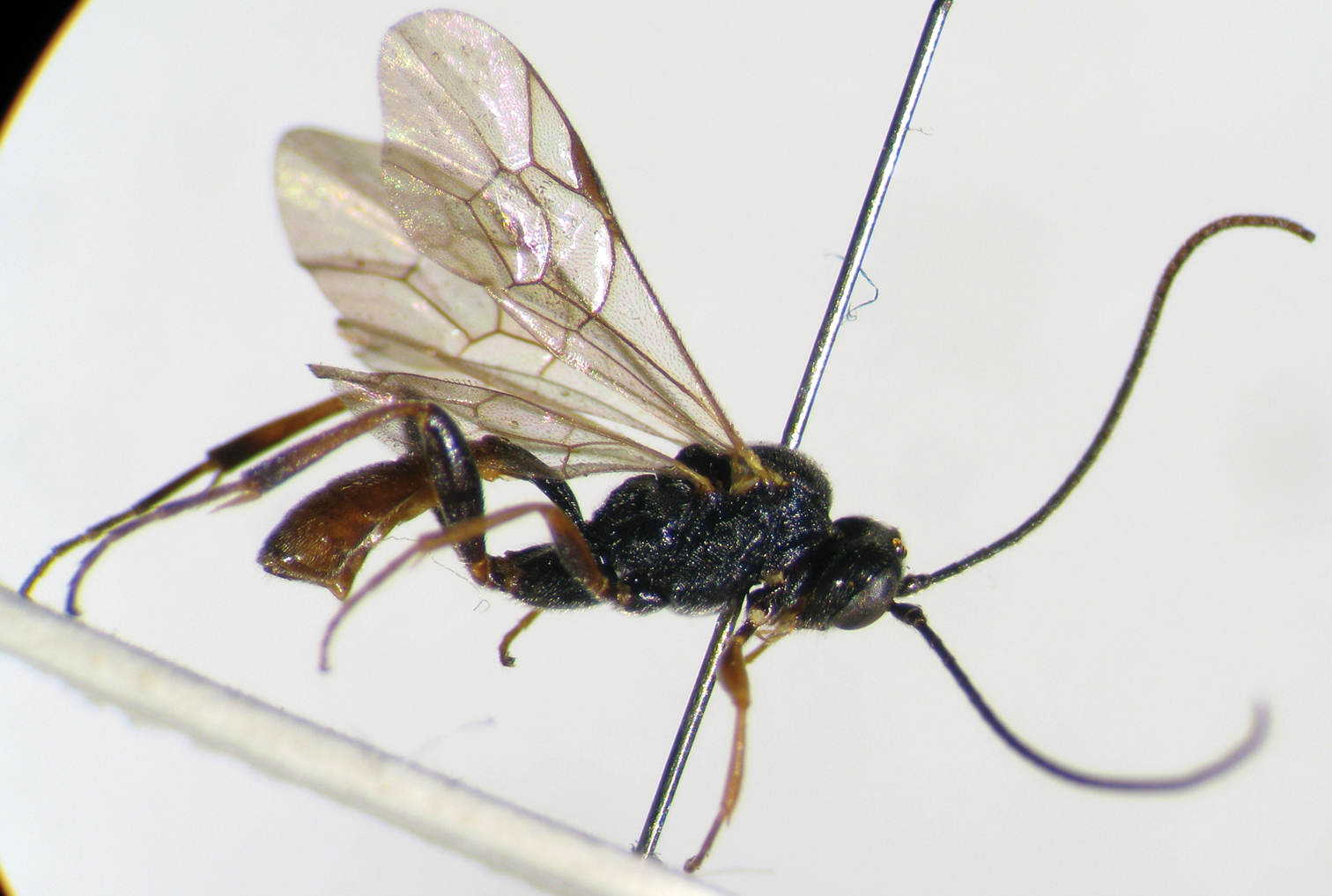